# 가쓰다 리나
가쓰다 리나(勝田里奈, 1998년 4월 6일 ~ )는 일본의 여성 아이돌 그룹 전 안주루무의 멤버. 연예사무소 업프런트 크리에이트(업프런트 그룹) 소속.

## 약력
2009년
- 6월 7일, 나카노 선플라자에서 개최된「2009 헬로! 프로젝트 신인 공연 6월 ~나카노 STEP!~」에서 히라노 토모미와 함께 하로프로에그에 가입한 것이 발표되었다.

2011년
- 8월 14일,「Hello! Project 2011 SUMMER ~일본의 미래는 WOW WOW 라이브~」에서, 스마이레지의 서브멤버로 선출되었던 것이 발표되었다[1].
- 10월 16일,「タチアガール」발매기념 이벤트 내에서 스마이레지의 정식 멤버 승격이 발표되었다.

2019년
- 6월 26일, 9월 25일의 퍼시픽 요코하마 공연을 기해 안주루무 및 헬로! 프로젝트를 졸업하는 것을 발표[2]. 졸업 후에 패션에 관한 활동을 계속하게 된다.
- 9월 25일, 퍼시픽 요코하마 국립대 홀에서 행해진「안주루무 2019 가을「Next Page」~카츠다 리나 졸업 스페셜~」을 마지막으로 안주루무 및 헬로! 프로젝트를 졸업.
- 10월 1일, M-line club에 가입.

## 작품

### 음악

#### 참가 작품
- 「THE☆FUNKS」愛の12星座 - カクゴして feat. 和田彩花・勝田里奈 (2022년 3월 30일)

### DVD
- Rina to Rina (2014년 3월 17일) - e-LineUP! 한정 판매

## 출연

### 콘서트
- 2009 헬로! 프로젝트 신인 공연 6월 ~나카노 STEP!~ (2008년 6월 22일, 나카노 선플라자）
- 2009 헬로! 프로젝트 신인 공연 9월 ~요코하마 JUMP!~ (2009년 9월 23일, 요코하마 BLITZ)
- 2009 헬로! 프로젝트 신인 공연 11월 ~요코하마 FIRE!~ (2009년 11월 23일, 요코하마 BLITZ)
- 2010 헬로! 프로젝트 신인 공연 3월 ~요코하마 GOLD!~ (2010년 3월 27일, 요코하마 BLITZ)
- 2010 헬로! 프로젝트 신인 공연 6월 ~요코하마 HOP!~ (2010년 6월 5일, 요코하마 BLITZ)
- 2010 헬로! 프로젝트 신인 공연 9월 ~요코하마 STEP!~ (2010년 9월 5일, 요코하마 BLITZ)
- 2010 헬로! 프로젝트 신인 공연 11월 ~요코하마 JUMP!~ (2010년 11월 28일, 요코하마 BLITZ)
- 하로프로에그 2011 발표회 ~9월의 생 계란 Show!~ (2011년 9월 11일, 요코하마 BLITZ)
- M-line Special 2023 ~Magical Wish~ (2023년 5월 4일 · 5일, 요코하마 랜드마크 홀, 4회 공연) - 게스트로서 출연.

### 무대
- 2009년 가을계에그 연수 발표회 ~여배우 선언~ (2009년 10월 10일 · 12일, 이케부쿠로 씨어터 그린)
- 2010년 가을계에그 연수 발표회 ~여배우 선언~ (2010년 10월 1일, 시사 통신 홀)

### 이벤트
- 하로프로에그 딜리버리 스테이션 in 여름 Sacas'09 (2009년 8월 14일, 아카사카 사카스)
- 하로프로에그 팬클럽 한정 이벤트 (2011년 6월 28일, 퍼시픽헤븐)
- 「One Love Life Live」음악&코메디 라이브 (2011년 5월 3일 ~ 5일, 후지TV 1층 광장 특설 스테이지)
- 하로프로에그 시오도메 AX 이벤트 (2011년 6월 19일, 시오도메 AX)
- 하로프로에그 하기휴가 전 스페셜! ~신인씨!?, 계세요!~ (2011년 7월 13일 ~ 14일, 퍼시픽헤븐)
- 시오하쿠「시오도메☆아이돌 카니발! 2011 in SHIODOME-AX」하로프로에그 신멘을 맞이해 하기휴가 중 데라 AX! (2011년 8월 11일 · 18일, 시오도메 AX)

## 서적

### 사진집
- 패션북「ANGERME RINA FASHION TOOL Petunia - 勝田里奈編集長と12人のアンジュルム」(2019년 9월 25일, 슈후노토모샤) ISBN 978-4074373468

## 소속 유닛
- 안주루무 (2011년 ~ 2019년)
- 사토노아카리 (2014년 ~ 2019년)

## 같이 보기
- 헬로! 프로젝트
- 하로프로연수생 (구.하로프로에그)